# نجف تراكمة
نجف‌ تراكمة هي قرية في مقاطعة كليبر، إيران. عدد سكان هذه القرية هو 1,432 في سنة 2006.